# 美国大学运动员招募
美国大学体育校队会向高中运动员进行招募。NCAA等组织对招募流程有着严格的规定，正式招募始于高中十一年级（美国高中倒数第二学年）前的夏天。各体育机构会给运动员打出星级评分，星级越高，运动员的受期待度越高。

## 流程
美国有多个大学体育管理机构，制定各自的招募规则，其中规模最大、最主流的为NCAA。NCAA下属的各个级别和各项运动的招募流程不尽相同，其第一级别和第二级别的招募流程大多分为4个阶段：
- 评估阶段：大学教练可以前往高中或者训练营观看比赛，可以与高中教练和老师交谈，但不允许与运动员及其家长直接面谈。
- 接触阶段：大学教练与运动员及其家长可以进行无限制接触，包括到高中面谈和上门拜访。
- 禁止阶段：大学教练与运动员及其家长不允许进行任何形式的面谈。
- 静默阶段：大学教练与运动员及其家长仅可以在大学进行面谈。

这四个阶段限制大学教练面谈的场合和交谈对象，但不限制电子邮件、电话、短信、视频通话等形式的沟通。
招募流程在十年级末、十一年级（美国的高三，即高中倒数第二学年）前的夏天开始。
希望加入NCAA第一级别或第二级别学校的高中生可以选择签署全国意向书（National Letter of Intent）。全国意向书是一项囊括600多所高校的约束性协议。签约的高校要向招募的新生提供一学年的奖学金，而入学新生必须为该高校效力至少一学年。新生一旦签约后，其他高校将不得再联系该新生。每年有近5万名高中生会选择签署全国意向书。

## 评级
针对篮球和美式橄榄球项目，主要有247Sports.com、Rivals.com和ESPN三家机构对高中运动员进行评级。原先还有一家Scout.com，它破产后于2017年由CBS收购并入247Sports。因为各机构的评级标准不同，同一名运动员在不同机构上的星级可能会不一样。
在评级时，247Sports和Rivals先对运动员标记星级，再给出具体的细分评分；ESPN则先给出评分，再将评分对应到星级区间。星级包括5星、4星、3星、2星和无评级，其中5星为最好，被视作日后有NFL或NBA一轮秀的潜力。247Sports的细分评分为100分制，个别特别突出的会被打到101-110分；Rivals的细分评分为6.1分制；ESPN的评分为100分制。
| 星级 | 247Sports.com     | Rivals.com | ESPN   |
| ---- | ----------------- | ---------- | ------ |
|      | 98-100（至多110） | 6.1        | 90-100 |
|      | 90-97             | 5.8-6.0    | 80-89  |
|      | 80-89             | 5.5-5.7    | 70-79  |
|      | 70-79             | 5.2-5.4    | 60-69  |

以2019级为例，篮球方面，247Sports选出了24名5星高中生，Rivals选出了32名5星高中生，ESPN则选出了26名5星高中生；而在美式橄榄球方面，247Sports选出了32名5星高中生，Rivals选出了30名5星高中生，ESPN则选出了14名5星高中生。
这类评级系统只覆盖约百分之一的高中运动员，其他绝大多数人都是没有评级的。